# Фицгерберт, Мэри-Анна
Мэри Анна Фицгерберт (в первом браке Уэльд, урождённая Смит, 26 июля 1756 — 27 марта 1837) — фаворитка и любовница принца Уэльского, будущего короля английского короля Георга IV, с которым она тайно вступила в брак, который был признан недействительным согласно тогдашнему английскому гражданскому праву, до того как он вступил на престол.

## Биография
Родилась в Тонге, графство Шропшир, была старшим ребёнком в семье баронета Джона Смита. Образование получила в Париже при монастыре. В 1775 году вышла замуж за богатого католика Уэльда, который погиб вследствие падения с лошади всего через три месяца после свадьбы, не успев составить завещание. Не имея средств к существованию, Фицгерберт была вынуждена искать нового замужества и спустя три года вышла замуж за Джеймса Фицгерберта. В 1781 году овдовела. Вскоре ей удалось попасть в высшее общество Лондона, и в 1784 году она была представлена принцу Георгу, который был на шесть лет её моложе.
Влюбившись в неё, принц тайно обвенчался с ней в 1785 году, не обращая внимания на советы Фокса, указывавшего на незаконность и неудобство этого брака для наследника престола, тем более что Фицгерберт была католичка. Когда в парламенте возник вопрос об этом браке, Георг устами Фокса отрицал его существование и, уступая требованиям отца, женился на Каролине Брауншвейгской (1795), с которой скоро разошёлся и ещё 10 лет прожил с Фицгерберт; окончательно порвал с ней в 1806 году. После его смерти она жила при церкви св. Иоанна в Кемптауне и получала пенсию от Вильгельма IV, который очень уважал её. По некоторым данным, родила от короля двух детей, однако это так и не было доказано.

## Образ в кино
- 1947 — «Миссис Фицгерберт[англ.]» — роль Фицгерберт исполнила Джойс Говард[5][6].
- 1994 — «Безумие короля Георга»